# Bellmans stenar

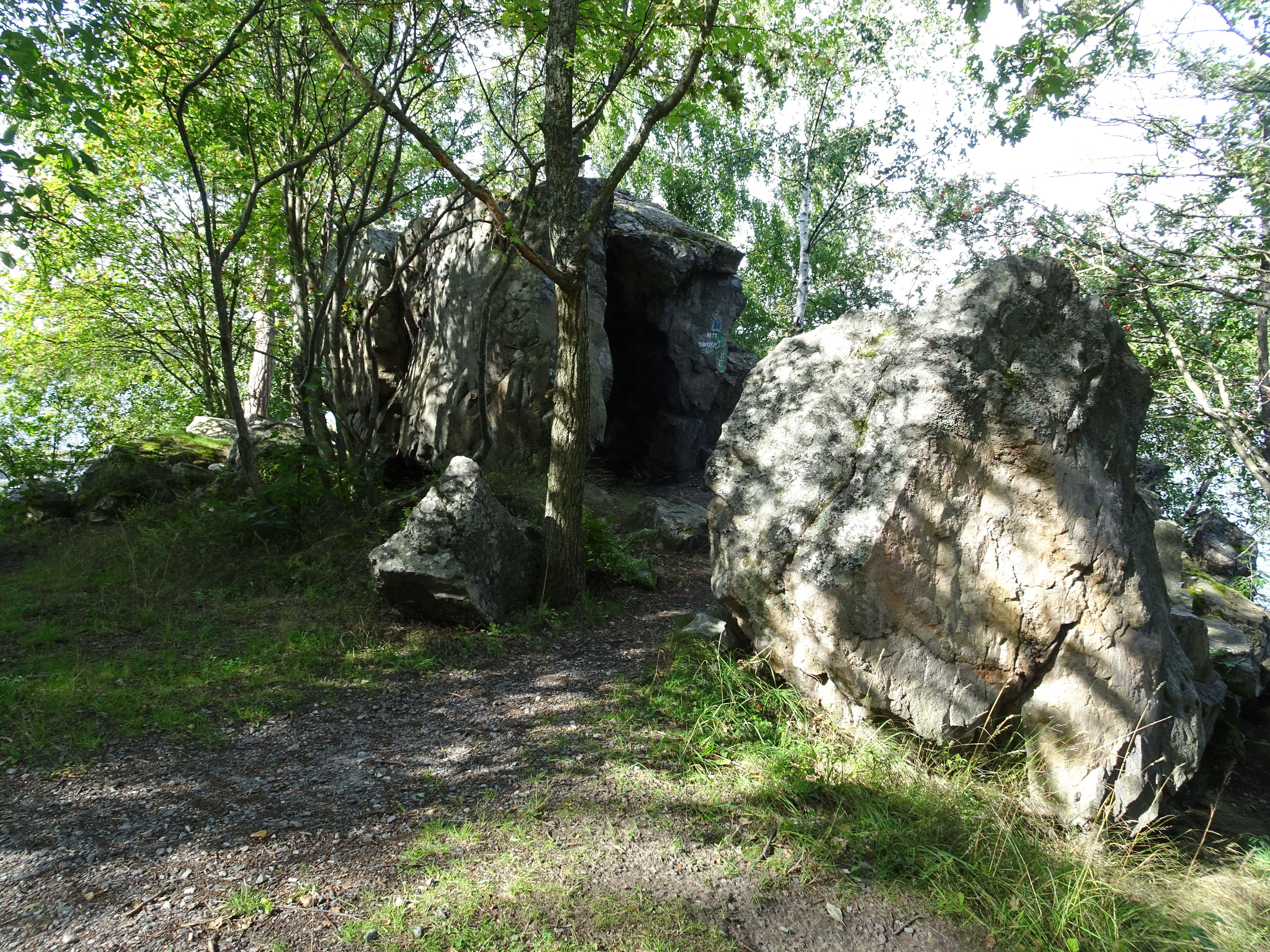
Bellmans stenar, 2019.

Bellmans stenar (även kallad Bellmans grotta) kallas en grupp flyttblock i Sätraskogens naturreservat i stadsdelen Bredäng i södra Stockholm. 

## Beskrivning
Bellmans stenar ligger intill Hälsans stig, promenadvägen vid Mälaren, nedanför Villa Lyran. Det är en grupp flyttblock som senaste istiden har lämnat efter sig. Några block lutar mot varandra och bildar en liten grotta. Enligt traditionen skall Carl Michael Bellman ha gömt sig här undan sina fordringsägare. En annan tradition berättar att stenarna kort efter istiden restes av ett nyförmält par och att de skulle sedan bli deras första bostad. 
Naturföremålet är ett fornminne med RAÄ-nummer Brännkyrka 243:1. Bellmans stenar upptogs tillsammans med området Jakobsberg–Lyran–Petersberg som naturminne nr. 11 i botaniker Rutger Sernanders Stockholmstraktens natur- och kulturminnen från 1935. Stenarna är däremot inte förklarade som naturminne enligt miljöbalken.

## Bilder

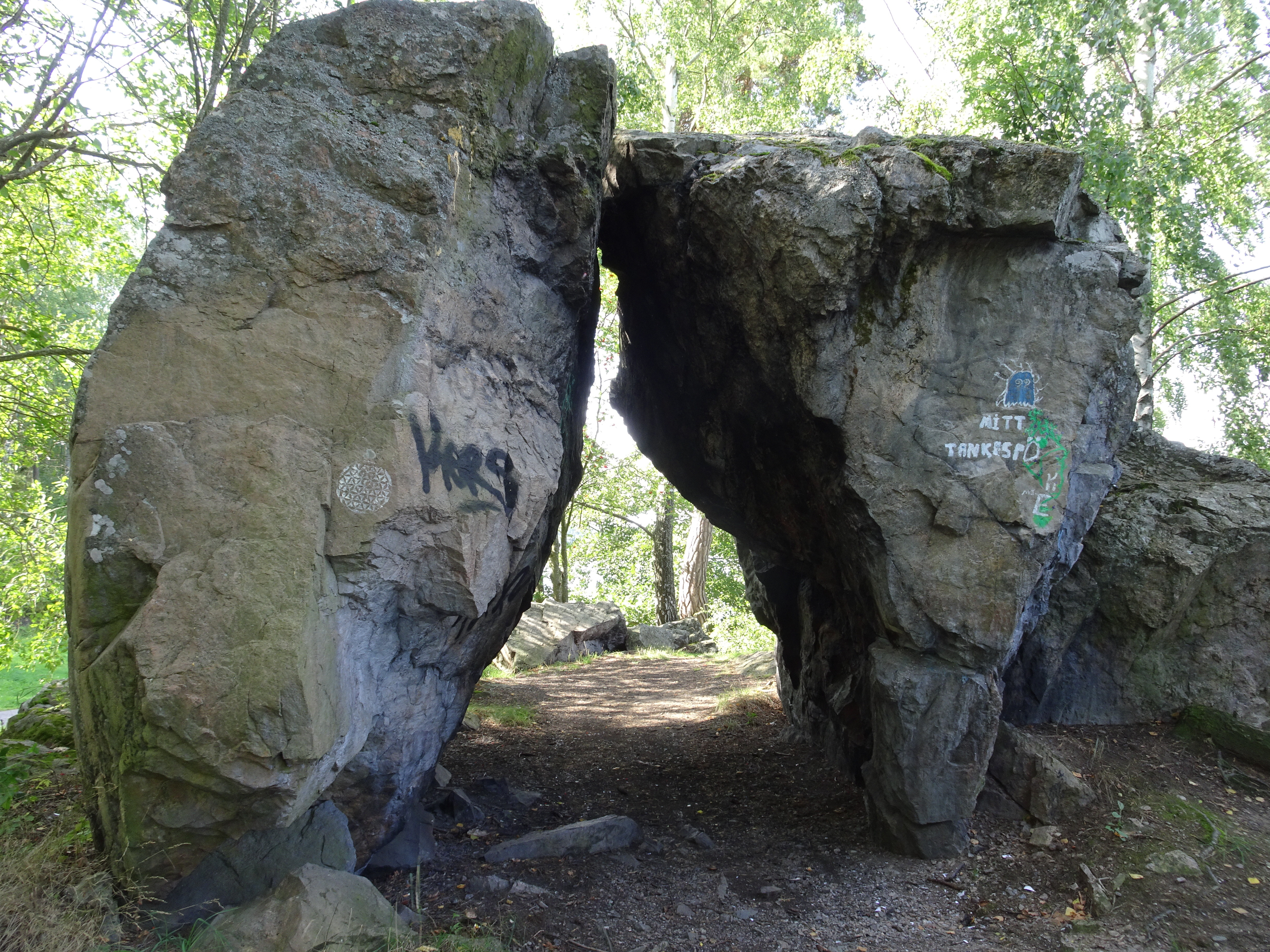
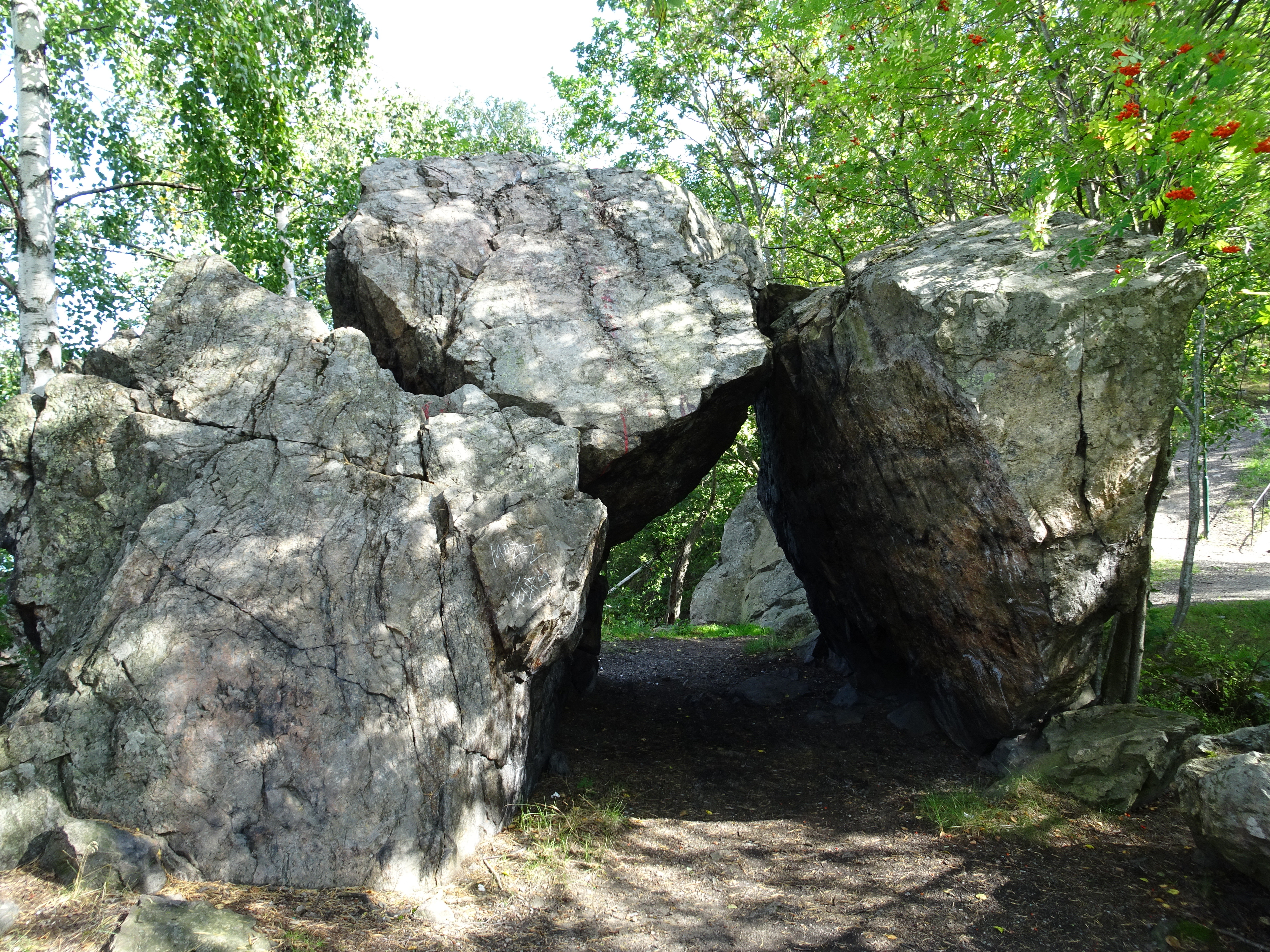
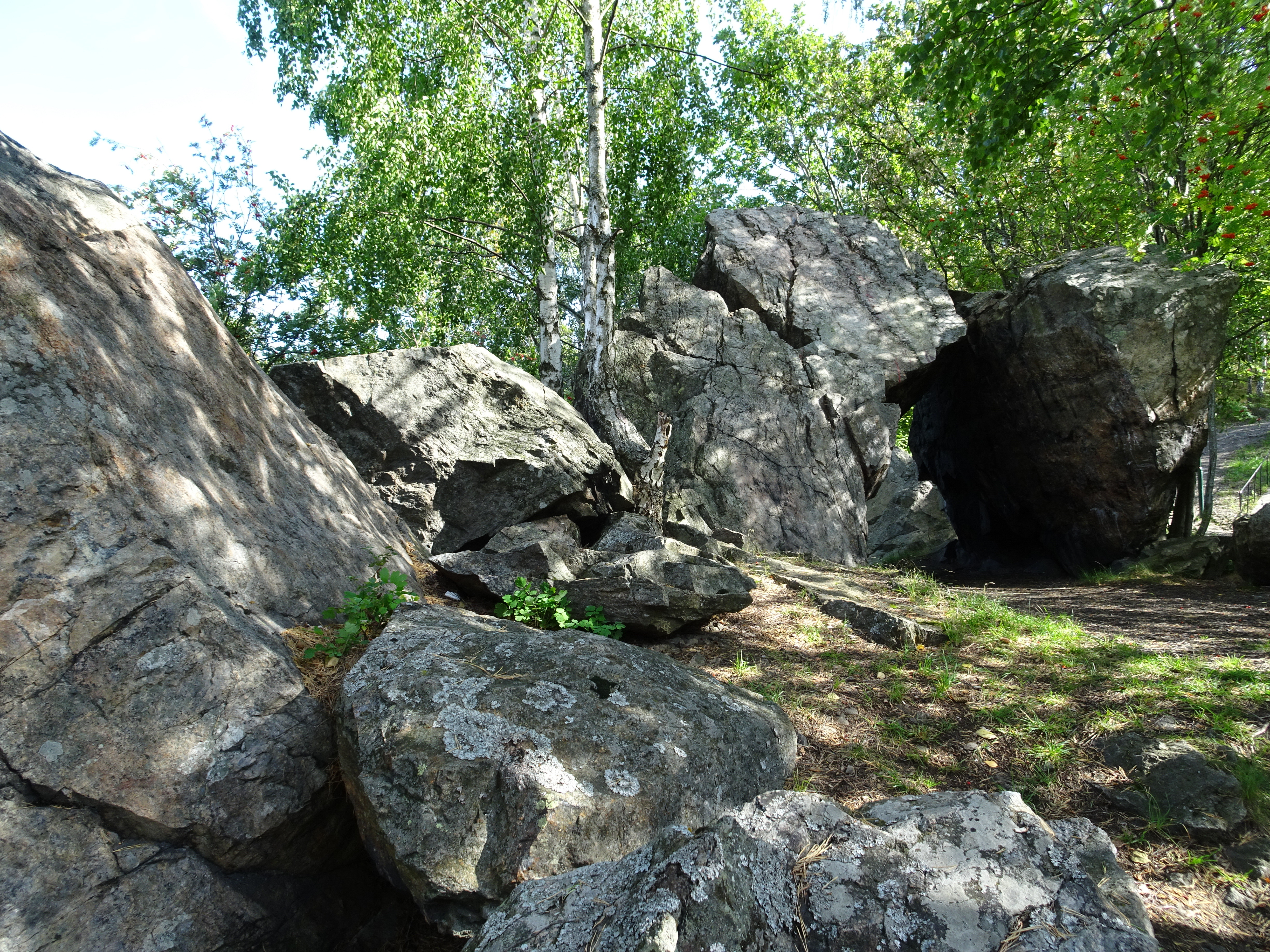
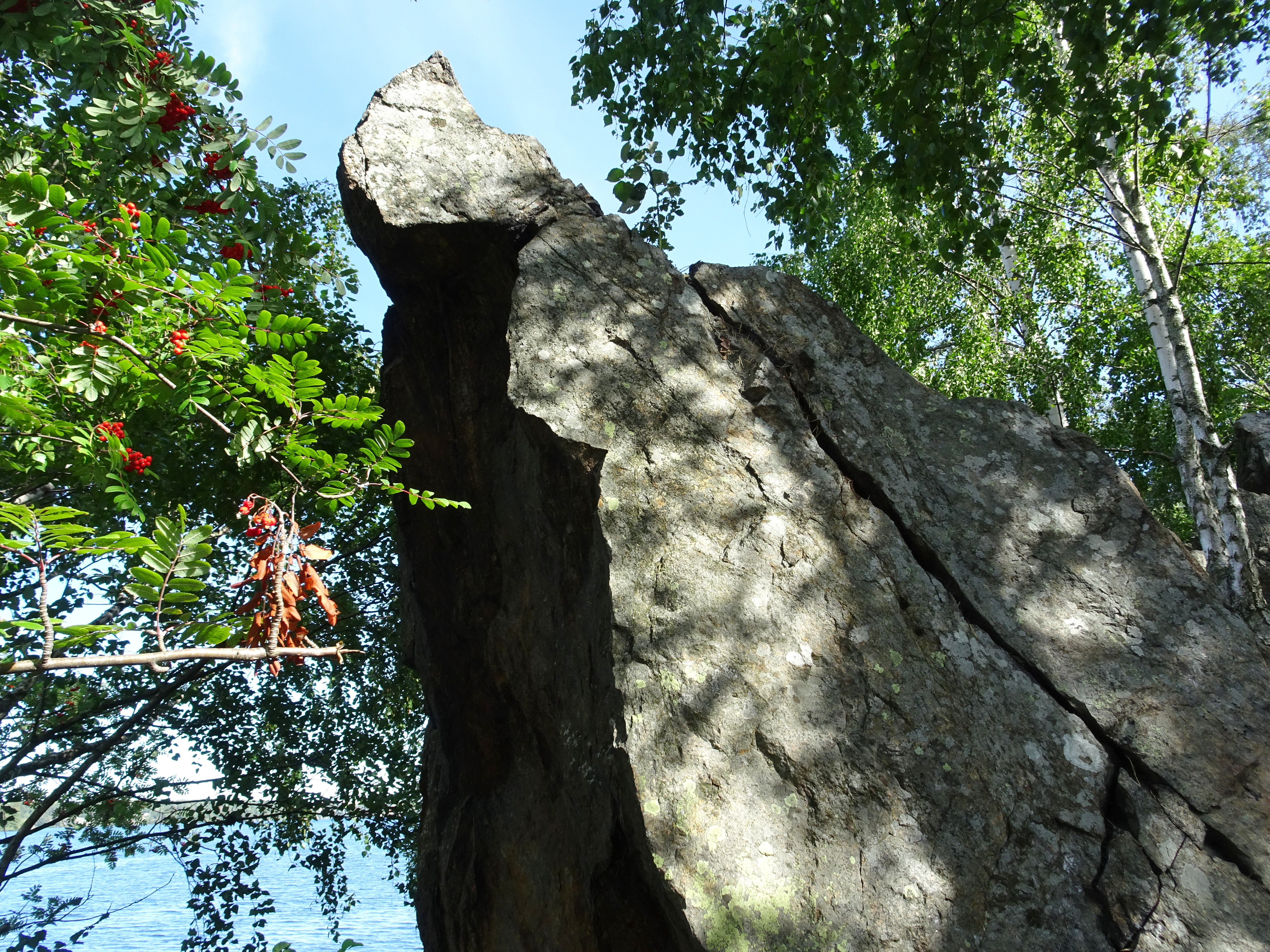